# Mount Logan
A Mount Logan Kanada legmagasabb hegye, és a Denali után a második legmagasabb csúcs Észak-Amerikában. A hegyet Sir William Edmond Loganről, a Canada Geological Survey geológusáról és alapítójáról nevezték el. A hegy a Kluane Nemzeti Parkban helyezkedik el. Itt található a Hubbard- és a Logan-gleccser forrása. A Mount Logan alapkerülete a legnagyobb a Föld hegyei közül.
Az aktív tektonikus működés következtében a Mount Logan napjainkban is emelkedik. 1992 előtt a hegy pontos magasságát nem ismerték, a magasságra vonatkozó mérések 5959 m és 6050 m között mozogtak. 1992 májusában a Geological Survey of Canada expedíciója megmászta a hegyet, és GPS vevő segítségével a hegy magasságát 5959 m-ben határozta meg.